# ラーン川

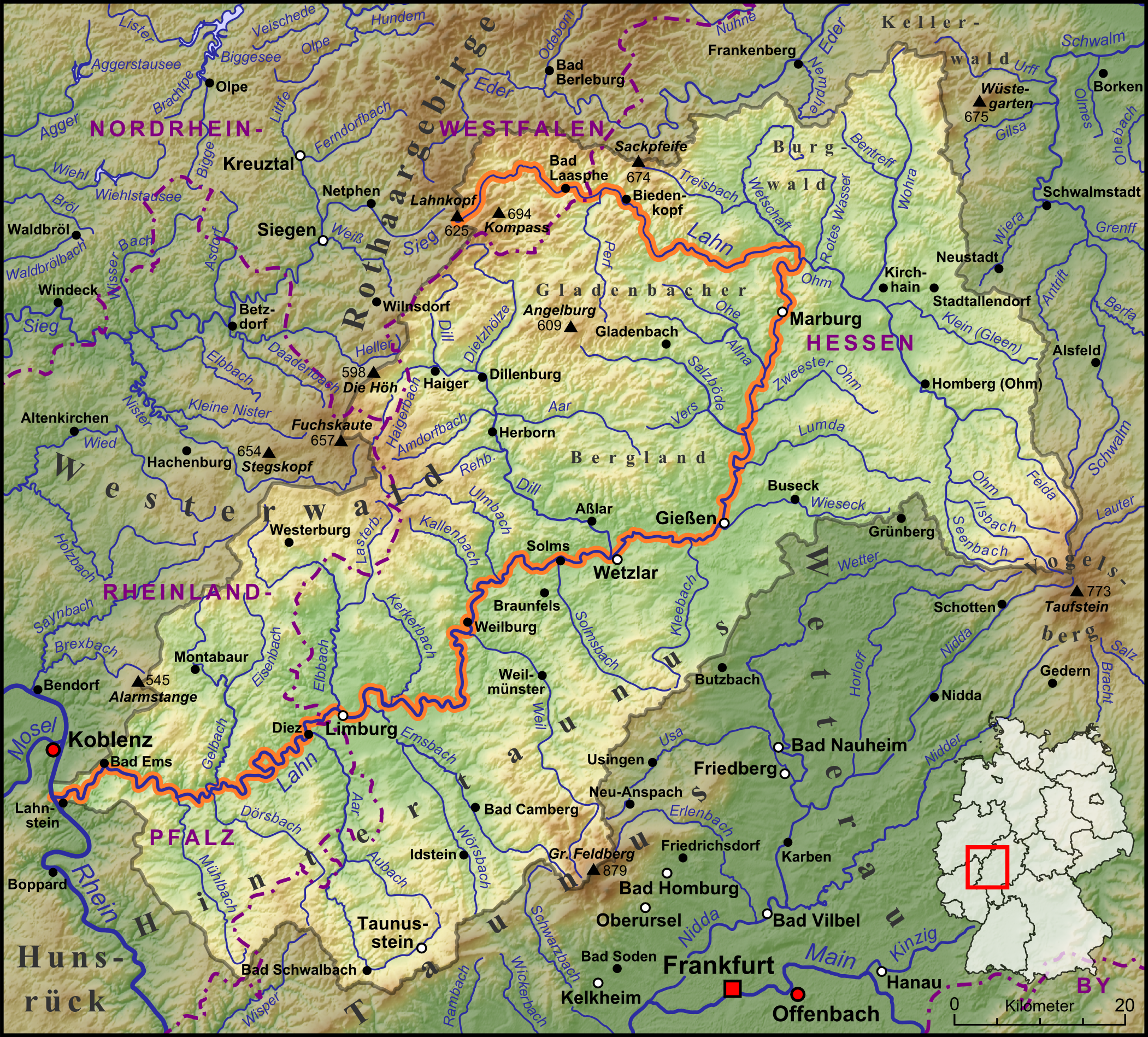
ラーン川流域地図

ラーン川 (ラーンがわ、Lahn)は、ドイツのノルトライン＝ヴェストファーレン州、ヘッセン州、ラインラント＝プファルツ州を流れるライン川右岸（東側）の支流。全長242km。

## 行程

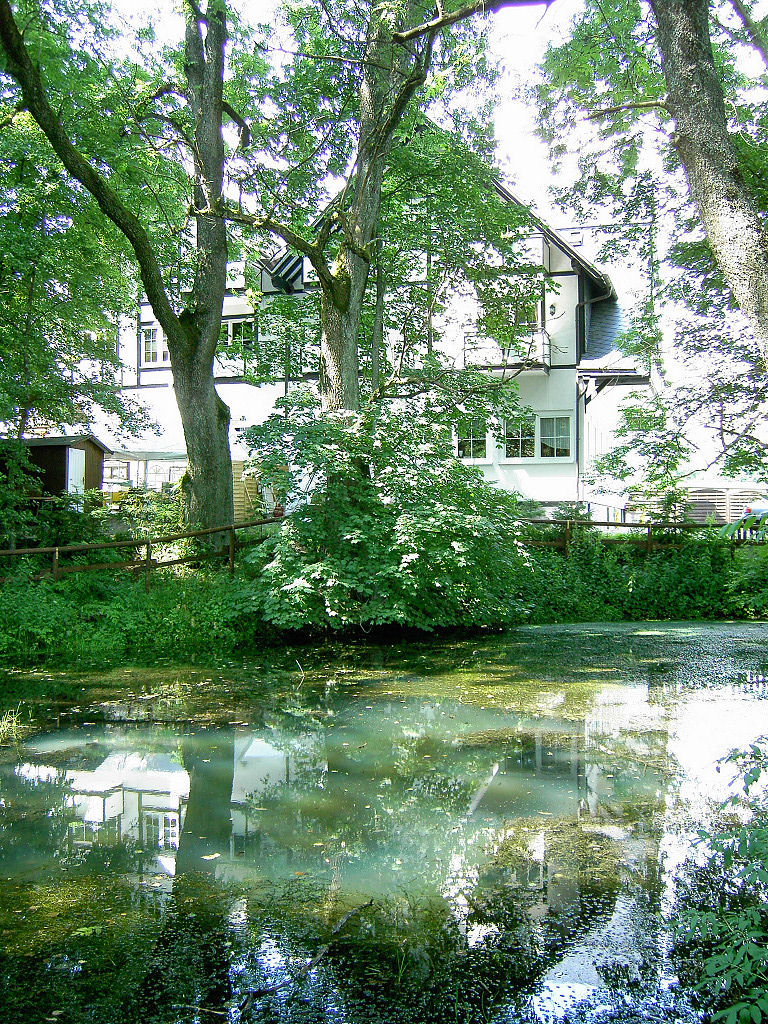
ラーン川の水源

ノルトライン＝ヴェストファーレン州南東部、ヘッセン州との州境付近のロタール山地南東部にあるロタールシュタイク（有名なトレッキングコース）沿いのネトフェンという町、そのラーンホフと呼ばれる地域にあるラーンコプフという標高612mの斜面にラーン川の水源地はある。川はまず東に向かい、グラーデンバッハ山地の北部をカルデルンまで至り（上部ラーン渓谷）、ヴェトシャフト盆地の南縁を形作る。

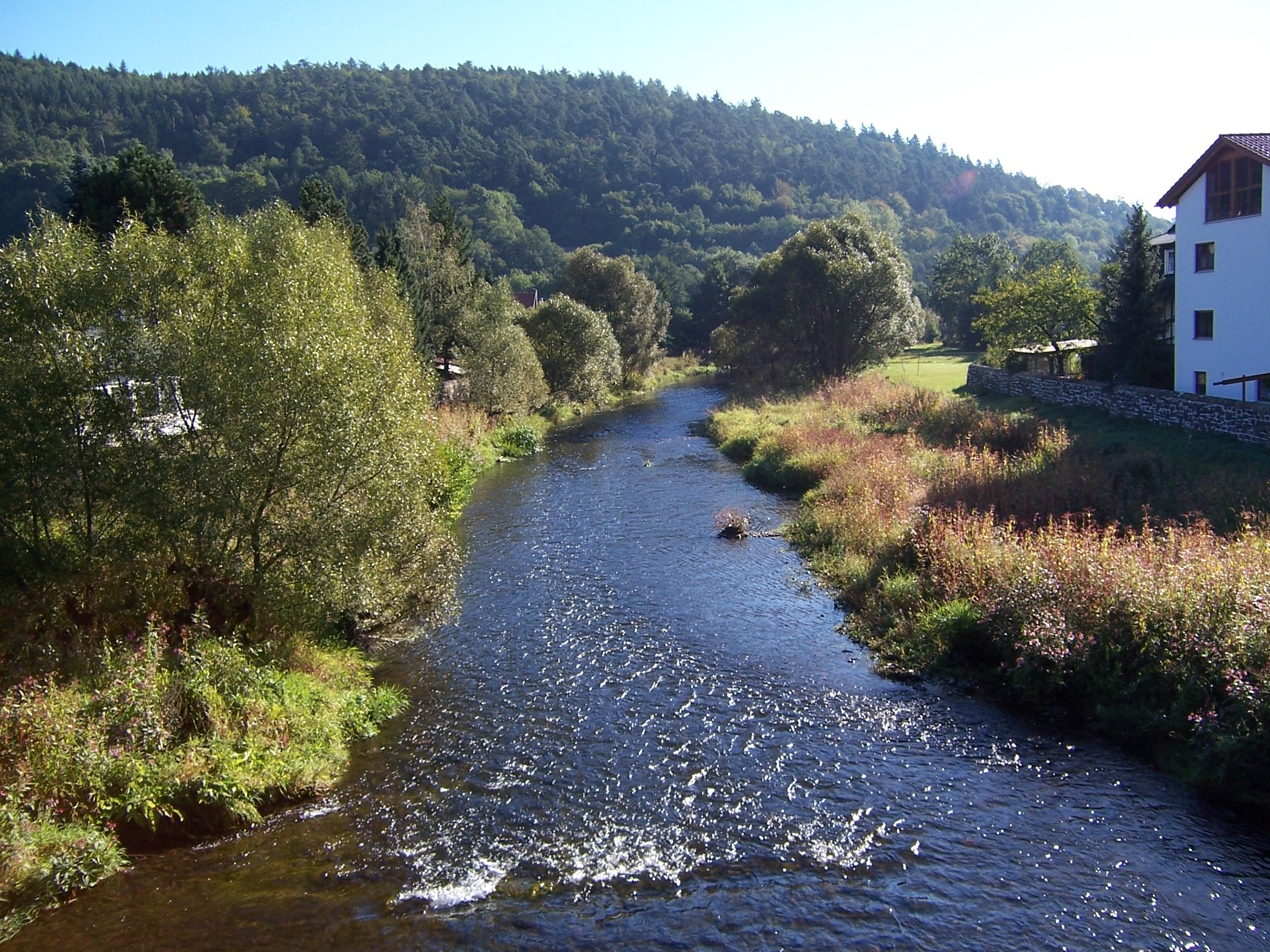
ヴィーデンコプフとケルベの間、ブーヒェナウを流れるラーン川

ケルベで、フォーゲルスベルク山地から流れ下ったオーム川と合流する。ここから流れは南に向きを変え、マールブルク＝ギーセン・ラーン渓谷となる。ここで川は一時、ライン・シーファー山地を離れ、雑色砂岩質の台地（マールブルクの背景となるラーン山地）であるマールブルク（城、エリーザベト教会、旧市街）地域を切り開いて流れる。この後、シュタウフェンブルクの下流で、ギースナー盆地となる。ローラーで東から前フォーゲルスベルク山地に源を発したルムダ川が、ギースナーでは小川でありながら町の発展に重要な役割を果たしたヴィーゼック川が、それぞれ合流する。ヴェッツラー（大聖堂、旧市街、博物館）では、最も大きな支流であるディル川（全長約69km）と合流する。ヴェッツラー付近では、ラーン川とディル川とによってライン山地のヘッセン州部分は、タウヌス（南部）、ヴェスターヴァルト（北西部）、グラーデンバッハ山地（北東部）の三つの部分に分けられる。ラーン川はここから再びライン山地に入る。
ヴェッツラー以降、渓谷は徐々に狭くなり、ロインからヴァイルブルガー・ラーンタール山地に入る。この山地の上流部分である、レーンベルク山地区は、有名なゼルター鉱泉をはじめ、鉱泉が存在する。その下流で川は南に向きを変え、谷底状の緩やかな起伏の地形を流れてゆく。川はヴァイルブルクの町で大きく湾曲しており、ドイツでも類を見ない舟のためのトンネルが掘られている。その後、ホーホタウヌスから流れてきたヴァイル川がラーン川に合流する。アウメナウ付近で進路を再び西に向け、自らがえぐった深さ50mほどの肥沃なリムブルク盆地の底を流れる。ここで2つの支流タウヌスに端を発したエムスバッハ川とヴェスターヴァルトに源流を持つエルプバッハ川とがラーン川に合流する。この付近でデボン紀の石灰の岩盤（ラーンマーモル：ラーンの大理石）が現れ、リムブルク・アン・デア・ラーンの大聖堂は、この大理石によって飾られている。またこの辺りから谷は広さを増す。ディーツで南から流れてくるアール川を容れ、ファッヒンゲン付近の盆地やシーファー山地を200mもの深さに刻み込んだ下部ラーン渓谷を下る。
オバーンホフでゲルバッハ川がラーン川に合流する。ナッサウやファッヒンゲンの鉱泉で知られるバート・エムスを過ぎて、水源から242km、ラーンシュタイン近くの標高61mの地点で、ライン川に注ぐ。

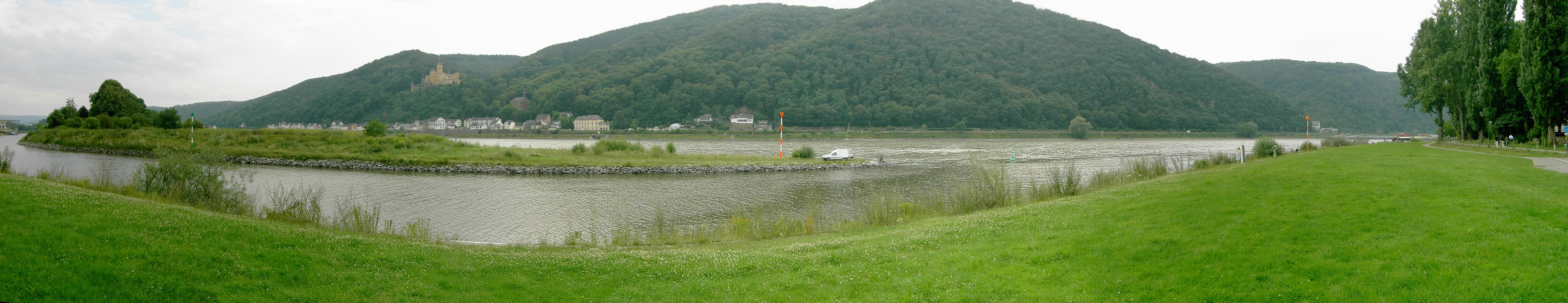
ラーン川とライン川の合流地点。画面手前がラーン川、奥がライン川で、画面右手で合流する。画面左手奥、ライン川の対岸にシュトールツェンフォルス城が見える。

## 歴史
- 石器時代にはすでに、ラーン川地域に人が住んでいた。たとえばディーツ近郊やヴェッツラーでこの時代の発掘品が見つかっている。
- ローマ時代には、おそらくエムス城に利用されていた。ヴェッツラーの町はずれヴァルトギルメスで見つかったローマ時代の町の設備はかなり充実している。
- 600年前から、Laugona、Logana、あるいはLogeneといった名称で呼ばれた。名前は時代によってたびたび変化した。この名前の意味は分かっていない。ゲルマン以前の言葉に由来するのかもしれない。
- 13世紀になると、現在マールブルク=聖ヤコブス病院のある場所に、巡礼者のための宿ができた。これは、おそらくラーン川を渡ってサンティアゴ・デ・コンポステーラに向かう巡礼者のためであると思われる。
- 1365年が、現在の名称が使われた事が確認できる最も古い年である。
- 1600年頃には、舟の航行が可能になり、牽引路が敷設された。年4-5ヶ月は航行が可能で、約500艘の舟が船団に所属した。
- その後、徐々に航路は拡大し、1808年からはディーツ近くのアール川との合流点まで航行できるようになった。貨物はここで陸路に積み替えられた。
- 1964年にラーン川の拡張が完成し、300tクラスの船舶が航行できることとなった。
- 1981年、ラーン川の貨物輸送は終了。今日では、ラーン川を航行するのは、専らレジャー目的の船舶のみである。
- 1984年、ラーン川沿いに歴史的な洪水が発生。多大な損害を被った。この後、中央洪水警告サービスやギーセン行政地域（Regierungsbezirk Gießen）による洪水防止策が講じられた。

## 産業と行楽

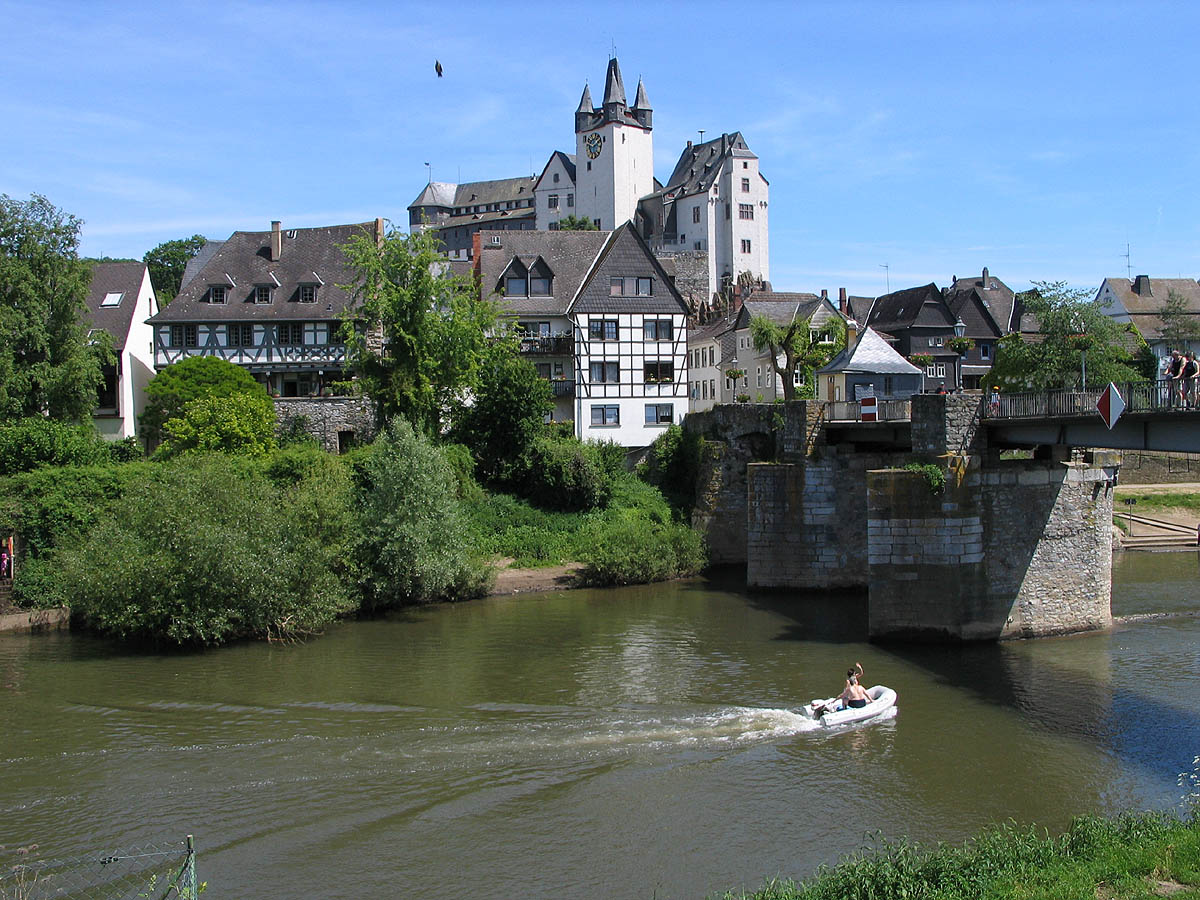
ディーツでラーン川の川遊びを楽しむレジャーボート

ラーン川の中下流域は、舟で航行することができ（リムブルク近郊のデールンまでは途切れることなく遡上できる）、いくつかの水門も用意されている。カヌーや手漕ぎボートあるいは小型モーターボートによるレジャー客の水路として有用である。モーターのない船舶専用の水路はマールブルク近くのロートから利用することができる。

ラーン渓谷自転車道のルートサイン

ラーン川は、また、様々な手段で楽しめるように開発されている。観光街道のラーンの休日街道 (de: Lahn-Ferien-Straße) に沿って、ラーン渓谷自転車道 (de: Lahntal-Radweg) が整備されている。これらには、フロイディンクとマールブルクの間に上部ラーン渓谷鉄道 (de:Obere Lahntalbahn)、マールブルクとギーセンの間にはマイン＝ヴェーザー鉄道 (de:Main-Weser-Bahn)、ギーセンとフリードリッヒスゼーゲンの間にはラーン渓谷鉄道 (de:Lahntalbahn)がそれぞれ併走している。ハイカーにはラーンヘーヘンヴェグ(de:Lahnhöhenweg)という295kmのトレッキングコースもある。
ラーン川には19の水力発電所が設けられている。

## 自然環境

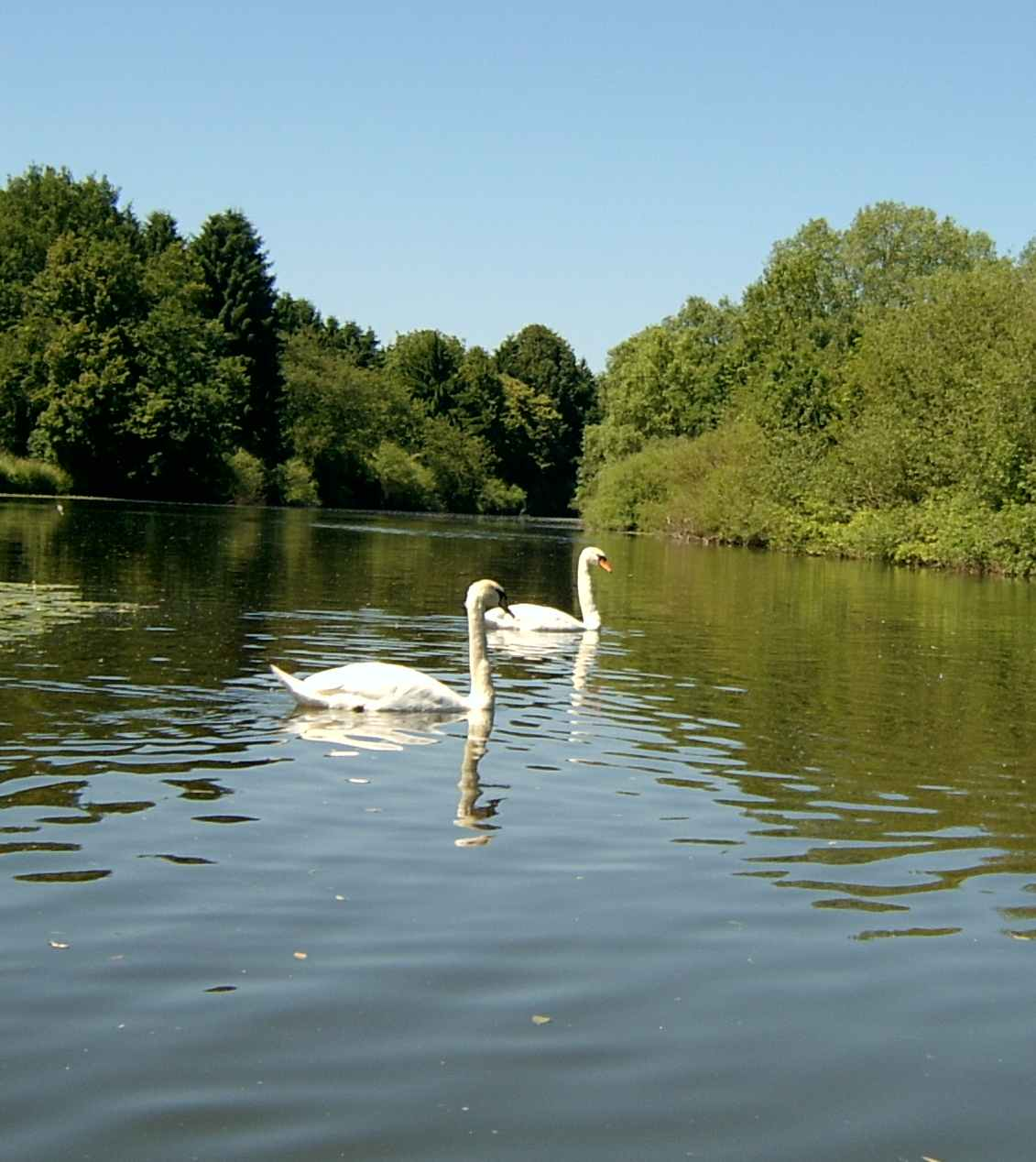
ラーン川に浮かぶ白鳥

1999年の河川水質等級（クラスIからVまで）で、ラーン川は、生物学的等級がクラスII、化学的等級がクラスIと分類された。いずれも自然に近い状態だと考えられる。

## 支流
ラーン川に合流する支流を以下に記す。並び順は上流から下流の順。（　）内は、スペル、ラーン川から見た合流方向と比較的大きな支流については全長を示す。
| 水源からマールブルクまで - イルム川（Ilm 左岸） - アーバッハ川（Ahbach 左岸） - イルゼ川（Ilse 右岸 7.6 km） - バンフェ川（Banfe 右岸 10.7 km） - ヴァーバッハ川（Wahbach 右岸） - ラースフェ川（Laasphe 左岸 7.6 km） - プーダーバッハ川（Puderbach 左岸） - ハインガッハ川（Hainbach 左岸） - ペルフ川（Perf 右岸 16 km） - グラウバッハ川（Graubach 左岸） - マーティンスバッハ川（Martinsbach 右岸） - ダウトフェ川（Dautphe 右岸 8.5 km） - カッツェンバッハ川（Katzenbach 左岸 4.5 km） - エレンバッハ川（Ellenbach 左岸） - ラウターバッハ川（Lauterbach 左岸） - ヴァルツェンバッハ川（Warzenbach 左岸） - ケルンバッハ川（Kernbach 右岸） - ミュールグラーベン川（Mühlgraben 右岸） - ローデンバッハ川（Rodenbach 左岸） - ヴェトシャフト川（Wetschaft 左岸 22 km） - オーム川（Ohm 左岸 59 km） マールブルクからヴェッツラーまで - アルナ川（Allna 右岸 17 km） - ツヴェスター・オーム川（Zwester Ohm 左岸 22.9 km） - ザルツベーデ川（Salzböde 右岸 25 km） - ルムダ川（Lumda 左岸 33.7 km） - ヴィースマールバッハ川（Wißmarbach 右岸） - ヴィーゼック川（Wieseck 左岸 20 km） - クロップバッハ川（Kroppbach 右岸） - ビーバー川（Bieber 右岸） - ヴェルシュバッハ川（Welschbach 左岸） - アツッバッハ川（Atzbach 右岸） - ディル川（Dill 右岸 69 km） | ヴェッツラーからリムブルクまで - ゾルムスバッハ川（Solmsbach 左岸） - イーゼルバッハ川（Iserbach 左岸） - ウルムバッハ川（Ulmbach 右岸） - カレンバッハ川（Kallenbach 右岸） - ヴォルストバッハ川（Worstbach 右岸） - ヴァルダーバッハ川（Walderbach 右岸） - ヴァイル川（Weil 左岸 50 km） - オーダースバッハ川（Odersbach 右岸） - ケルカーバッハ川（Kerkerbach 右岸） - エムスバッハ川（Emsbach 左岸） - エルプバッハ川（Elbbach 右岸） リムブルクからラーンシュタイン - ハムバッハ川（Hambach 右岸） - ハイシュテンバッハ川（Heistenbach 右岸） - アール川（Aar 左岸 60 km） - ランゲンバッハ川（Langenbach 右岸） - ダウバッハ川（Daubach 右岸） - ヴァーゼルバッハ川（Waselbach 右岸） - デュルスバッハ川（Dörsbach 左岸） - ゲルバッハ川（Gelbach 右岸 25 km） - ザウアーバッハ川（Sauerbach 左岸） - エルゼバッハ川（Elsebach 右岸） - ウンターバッハ川（Unterbach 右岸） - ルルスバッハ川（Rullsbach 左岸） - ヴィースバッハ川（Wiesbach 左岸） - ブラウネバッハ川（Braunebach 左岸） - ファハバッハ川（Fachbach 右岸） |

## 他の川
- ラーン川の水源のわずか5.5km北西にエーダー川の水源がある。
- ラーン川の水源のわずか3km北にジーク川の水源がある。

## 流域の街
- ネトフェン（Netphen）
- バート・ラースフェ（Bad Laasphe）
- ビーデンコプフ（Biedenkopf）
- マールブルク（Marburg (Lahn)）
- ギーセン（Gießen）
- ヴェッツラー（Wetzlar）
- ヴァイルブルク（Weilburg）
- ルンケル（Runkel）
- リムブルク・アン・デア・ラーン（Limburg a.d. Lahn）
- ディーツ（Diez）
- ナッサウ（Nassau）
- バート・エムス（Bad Ems）
- ラーンシュタイン（Lahnstein）